# Terceira Guerra da Indochina
A Terceira Guerra da Indochina foi uma série de conflitos armados interconectados, principalmente entre as várias facções comunistas pela influência estratégica na Indochina após a retirada dos Estados Unidos em 1973 e a vitória comunista no Vietnã do Sul, Laos e Camboja em 1975.  A completa retirada estadunidense eliminou instantaneamente o adversário principal e comum de todas as potências comunistas.  As doutrinas estratégicas e políticas chinesas e soviéticas cada vez mais divergentes ampliaram a ruptura sino-soviética em meados da década de 1950. Os regimes comunistas locais do Camboja, Vietnã e Laos juraram lealdade a uma dessas duas facções opostas. As hostilidades que se seguiram foram alimentadas por animosidades centenárias entre o Vietnã e o Camboja e - particularmente - entre o Vietnã e a China. 
O conflito começou principalmente devido aos contínuos ataques e incursões do regime cambojano do Khmer Vermelho no território vietnamita. Essas incursões resultariam na Guerra Cambojana-Vietnamita, na qual o Vietnã recém-unificado derrubou o regime de Pol Pot e do Khmer Vermelho, por sua vez encerrando o genocídio cambojano. O Vietnã instalou um governo liderado por muitos oponentes de Pol Pot, incluindo o ex-Khmer Vermelho mais notável: Hun Sen. Isso levou à ocupação vietnamita do Camboja por mais de uma década. O esforço vietnamita para destruir completamente o Khmer Vermelho levou-os a realizar incursões na fronteira da Tailândia, que haviam fornecido refúgio aos insurgentes.
A China dificilmente se opôs ao papel ativo do Vietnã na supressão da insurgência anticomunista no Laos, mas se opôs fortemente à invasão do Camboja. As forças armadas chinesas lançaram uma operação punitiva em fevereiro de 1979 e atacaram as províncias do norte do Vietnã, determinadas a conter a influência soviética / vietnamita e evitar ganhos territoriais na região. 
Para adquirir controle total sobre o Camboja, o Exército do Povo do Vietnã precisava desalojar os líderes e unidades restantes do Khmer Vermelho, que haviam se retirado para as áreas remotas ao longo da fronteira entre a Tailândia e o Camboja.  A situação agravou-se à medida que a soberania territorial da Tailândia foi violada em várias ocasiões. Os combates intensos com muitas baixas resultaram de confrontos diretos entre tropas vietnamitas e tailandesas. A Tailândia aumentou a força das tropas, comprou novos equipamentos e construiu uma frente diplomática contra o Vietnã e a China.  Após a Conferência de Paz de Paris em 1989, o Exército do Povo do Vietnã retirou-se do território cambojano. Finalmente, os combates de tropas regulares na região terminaram após a conclusão dos Acordos de Paz de Paris de 1991. 

## Principais conflitos
- Guerra Cambojana-Vietnamita de dezembro de 1978 a janeiro de 1979, iniciada quando o Vietnã invadiu o Camboja e depôs o regime genocida do Khmer Vermelho.
- Guerra do Camboja (1979–1989), envolvimento vietnamita no Camboja que durou até dezembro de 1989.
- Guerra Sino-Vietnamita, uma guerra breve travada em fevereiro-março de 1979 entre a República Popular da China e a República Socialista do Vietnã. Os chineses lançaram uma expedição punitiva pela invasão vietnamita do Camboja e retiraram-se um mês depois para posições pré-guerra. As escaramuças ao longo da fronteira continuariam até novembro de 1991.

### Conflitos regionais
- Insurgência no Laos, uma insurgência anticomunista no Laos.
- Insurgência comunista na Tailândia, uma insurgência do Partido Comunista da Tailândia.
- Conflito fronteiriço entre Tailândia e Laos, um breve conflito entre Tailândia e Laos.
- Insurgência da Frente Unida para a Libertação das Raças Oprimidas contra o Vietnã.